# Ma Chao
En aquest nom xinès, el cognom és Ma.
Ma Chao (176-222 EC) va ser el fill major de Ma Teng i un general militar durant els períodes de la tardana Dinastia Han Oriental i els Tres Regnes de la història xinesa. En la novel·la històrica del Romanç dels Tres Regnes del segle xiv de Luo Guanzhong ell rep el sobrenom de "Ma Chao l'Esplèndid" a causa de la seva elaborada armadura i la seva gran habilitat com a guerrer. Ma Chao és recordat com un dels Cinc Generals Tigres de Shu Han, popularitzat per la novel·la de Luo.